# Polyphenylene
| Polyphenylene                   |
| ------------------------------- |
| Polyphenylen [Poly(p-phenylen)] |

Polyphenylene [auch Poly(p-phenylene) oder Polyparaphenylen] sind durch dehydrierende Polykondensation von Benzol zugängliche Polymere. Auch die oxidative kationische Polymerisation von Benzol mit katalytischen Mengen Aluminiumtrichlorid und Kupferchlorid liefert Polyphenylene.

## Eigenschaften
Polyphenylene sind praktisch unlösliche und unschmelzbare Hochleistungswerkstoffe mit einer thermischen Dauerbeständigkeit bis 300 °C.

## Verwendung
Hochwertige Werkstoffe für Spezialanwendungen in der Elektrotechnik und Raumfahrttechnik. Polyphenylene sind Halbleiter und Bausteine für lichtemittierende Dioden.